# Seguridad intrínseca

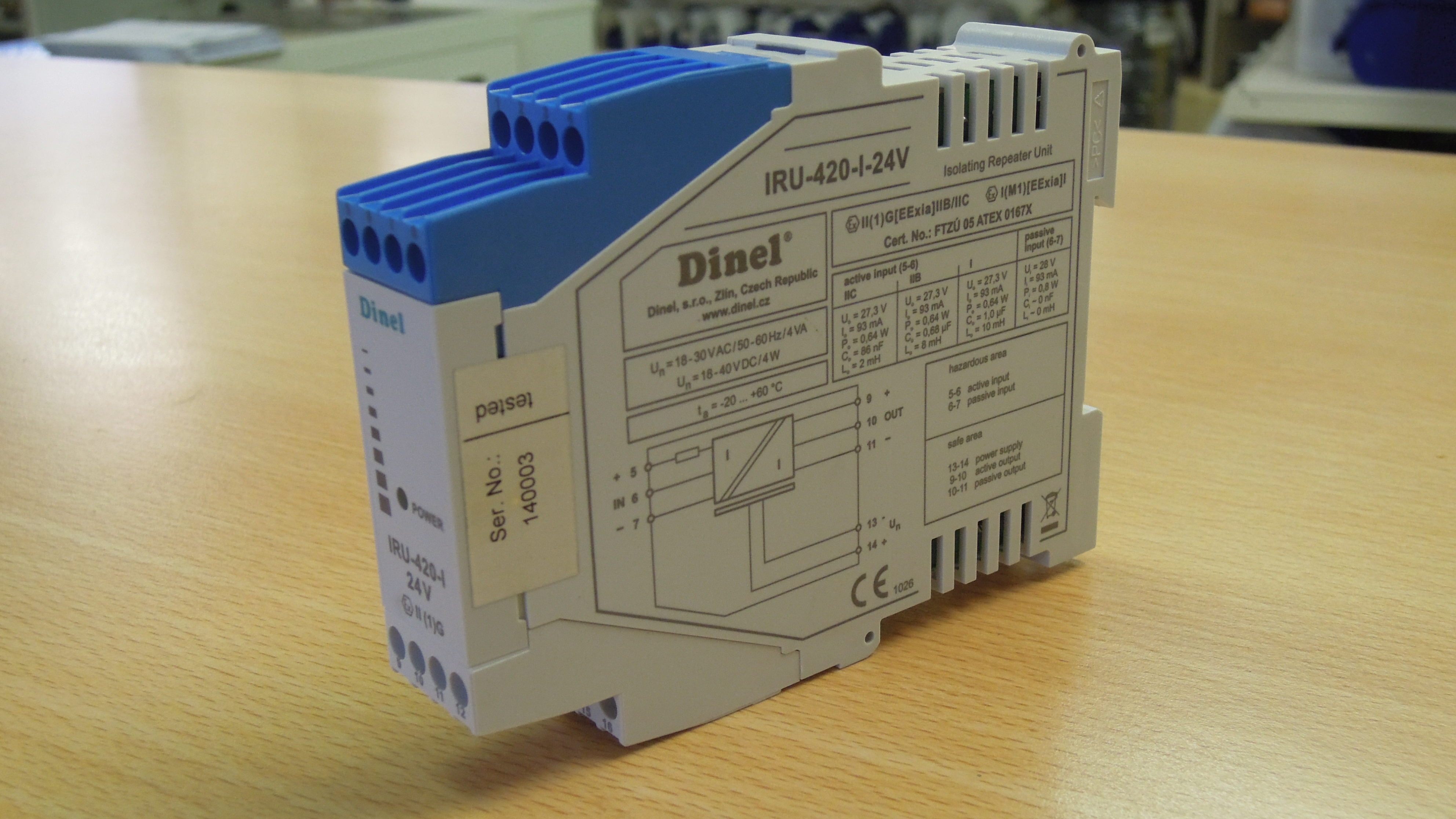
Barrera Zener para separación de circuitos de seguridad intrínseca

La seguridad intrínseca es una técnica de diseño para el cableado y los equipos eléctricos utilizados en lugares peligrosos. Esta técnica se basa en limitar tanto la energía eléctrica como térmica, para que no supere el límite de ignición de una determinada mezcla atmosférica peligrosa.
Los elementos clave de una combustión, son la presencia de un combustible, un comburente, una fuente de ignición y temperatura. En ausencia de alguno de los cuatro elementos, un combustible permanecerá inerte coexistiendo con otros materiales sin provocar daños por fuego. 

## Dispositivos de seguridad intrínseca
Los dispositivos de seguridad intrínseca, o sistemas de seguridad intrínseca, son elementos o sistemas que se instalan en ambientes propensos a deflagraciones, como zonas con gases, polvos en suspensión, combustibles volátiles. No confundir con sistemas intrínsecamente seguros. 

## Dispositivos intrínsecamente seguros
Los dispositivos intrínsecamente seguros, trabajan en prevenir la ignición, ya que combustible y/o comburente son parte natural de ciertos ambientes como tanques de gas, o ambientes en industrias petroquímicas. En caso de que la ignición tenga lugar, los dispositivos intrínsecamente seguros no proporcionan los mecanismos para la extinción, siendo los dispositivos de extinción de incendios los encargados de dicha operativa. 
Son dispositivos electrónicos, que disponen de una construcción tal que minimizan las diferencias de potencial, corrientes, emisiones electromagnéticas, para evitar fuentes de ignición como:
- Chispas eléctricas.
- Arcos eléctricos.
- Llamas.
- Superficies con alta temperatura.
- Electricidad estática.
- Radiación electromagnética.
- Reacciones químicas.
- Impactos mecánicos.
- Fricción mecánica.
- Ignición por compresión.
- Energía acústica.
- Radiación ionizante.